# Respirador S10 NBC

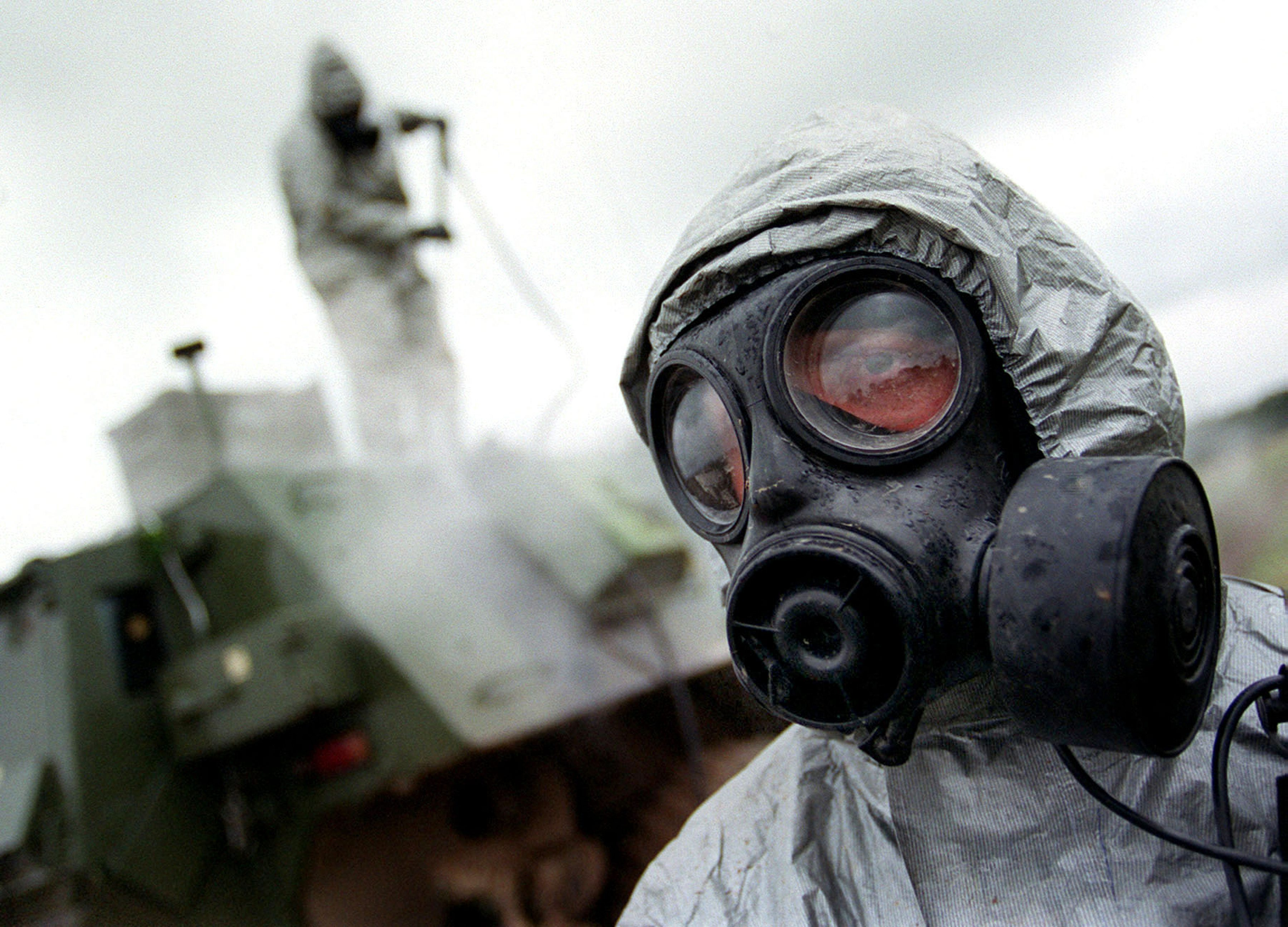

El respirador S10 NBC (Nuclear Biological Chemical) es una máscara de protección contra gases y diversas amenazas químicas, biológicas y nucleares, en servicio activo con las fuerzas armadas del Reino Unido y considerada, junto con la FM12, entre las mejores máscaras antigases en el mundo.

La S10 fue presentada en 1986 como reemplazo del Respirador S6 NBC y es fabricada por la compañía Avon Rubber.